# خوان مونيوث
خوان مونيوث (بالإسبانية: Juan Muñoz)‏ هو نحات إسباني، ولد في 16 يونيو 1953 في مدريد في إسبانيا، وتوفي في 28 أغسطس 2001 في إيبيزا في إسبانيا.

## وصلات خارجية
- خوان مونيوث على موقع ميوزك برينز (الإنجليزية)